# Северомакедонско-чешские отношения
Северомакедонско-чешские отношения — двусторонние дипломатические отношения между Чехией и Северной Македонией.
У Северной Македонии есть посольство в Праге, а у Чешской Республики есть консульское агентство в Скопье. Обе страны являются членами Совета Европы и НАТО. Также Чешская Республика является членом ЕС, а Северная Македония — кандидатом в ЕС.
Двусторонние отношения хорошо развиваются, и помимо того факта, что Северная Македония стала независимой страной только в 1991 году, отношения между Чешской Республикой и Северной Македонией имеют давнюю историю.

## Исторические отношения
До 1991 года большая часть отношений происходила в контексте между Югославией и Чехословакией.
Между двумя мировыми войнами, с 1924 по 1938 год, Чехословацкая Республика имела консульство в Скопье, которое в тот период было (как и вся сегодняшняя Северная Македония) частью Королевства Югославия.
Чехословацкий консул в Скопье в 1928 году Владимир Зноемский в своих отчетах подчеркивал существование македонской нации в регионе Македонии, которая «отличается от других, люди которой говорят на другом языке и чувствуют себя иначе».
В период между 1918 годом и Второй мировой войной Чехословакия поддержала несколько инициатив Македонии по признанию македонской нации. В то время македонский народ не был признан властями Королевства Югославия. Вместо этого македонцы считались (южными) сербами.
В 1968 году, когда было вторжение в Чехословакию, Социалистическая Республика Македония (в то время республика в составе Социалистической Федеративной Республики Югославии) поддержала Чехословакию. Там было проведено множество манифестаций в поддержку Чехословакии и в знак протеста против происходящего.

## Отношения сегодня
Чешская Республика предлагает постоянную поддержку Северной Македонии, учитывая вступление страны в Европейский Союз, что является одним из главных стратегических приоритетов Северной Македонии.
Сотрудничество в области экономики между Северной Македонией и Чешской Республикой улучшаются с каждым днем. Уровень торгового обмена между двумя странами показывает положительную тенденцию. Многие компании из Чешской Республики до сих пор инвестируют в Северную Македонию.
Другими сферами плодотворного сотрудничества между двумя странами являются туризм и образование.
Чешская Республика также является страной, которая признала Северную Македонию под ее прежним конституционным названием Республика Македония до Преспанского соглашения. Таким образом, Чешская Республика была одним из 131 государств, которые признали Северную Македонию под ее прежним конституционным названием.

## Дипломатические представительства
Посольство Чешской Республики в Северной Македонии было открыто в сентябре 2006 года и находится в Скопье. Посольство Северной Македонии в Чехии, открытое в январе 2008 года, находится в Праге, столице страны.